# Calliphora splendida
Calliphora splendida är en tvåvingeart som först beskrevs av Macquart 1846.  Calliphora splendida ingår i släktet Calliphora och familjen spyflugor.
Artens utbredningsområde är Texas. Inga underarter finns listade i Catalogue of Life.